# جائزة التشيك الكبرى للدراجات النارية 2012
جائزة التشيك الكبرى للدراجات النارية 2012 هو سباق دراجات نارية أقيم بتاريخ 26 أغسطس 2012 في حلبة برنو. كان الجولة الثانية عشر من أصل 18 في سباق الجائزة الكبرى للدراجات النارية موسم 2012. فاز داني بيدروسا بفئة الموتو جي بي بينما جاء خورخي لورنزو في المركز الثاني وحصل على المركز الثالث كال كروتشلوو. فاز بفئة الموتو 2 الإسباني مارك ماركيث بينما فاز بفئة الموتو 3 الألماني جوناس فولجير.

## وصلات خارجية
- الموقع الرسمي